# آرثر براون (سياسي أمريكي)
آرثر براون (بالإنجليزية: Arthur Brown)‏ هو محامي وسياسي أمريكي، ولد في 8 مارس 1843 في كالامازو في الولايات المتحدة، وتوفي في 12 ديسمبر 1906 في واشنطن العاصمة في الولايات المتحدة. حزبياً، نشط في الحزب الجمهوري. وقد انتخب عضو مجلس الشيوخ الأمريكي.